# Данков, Владимир Александрович
Владимир Александрович Данков (род. 25 декабря 1917) — советский инженер-металлург. Лауреат Сталинской премии 3-й степени (1951) и Государственной премии СССР (1970).

## Биография
Родился 25 декабря 1917 года.
Осенью 1941 года — участник строительства оборонительных сооружений на подступах к Москве.
В 1944 году окончил Московский институт цветных металлов и золота.
С 1945 года — начальник лаборатории Научно-исследовательского и проектного института по обработке цветных металлов «Гипроцветметобработка» (Москва).
Умер не ранее 2005 года.

## Награды
- Сталинская премия 3-й степени (1951) — за разработку и внедрение технологии непрерывного литья цветных сплавов;
- Государственная премия СССР (1970) — за участие в создании и промышленном освоении первого в металлургической промышленности комплексно-автоматизированного цеха непрерывной разливки слитков из бескислородной меди, обеспечивающего резкое увеличение выпуска высококачественной кабельной продукции.